# Mu thanë sytë
Mu thanë sytë är ett album samt en singel av den albanska sångerskan Aurela Gaçe. Albumet släpptes år 2008 och på Itunes år 2009. Albumet är ett resultat av Aurelas comeback på den albanska musikscenen efter att ha tagit en paus under 6 år.
Med på albumet finns låtar som "Hape veten" (vinnarlåten i Kënga Magjike 2007), "Jehonë" (tillsammans med West Side Family, trea i Festivali i Këngës 47) och "Fati ynë shpresë dhe marrëzi" (tvåa i Festivali i Këngës 1997).

## Låtlista
| Nr | Titel                        | Längd |
| -- | ---------------------------- | ----- |
| 1. | Mu thanë sytë                | 4:18  |
| 2. | Jehonë                       | 3:32  |
| 3. | Bosh                         | 2:50  |
| 4. | Hape veten                   | 4:21  |
| 5. | Potpuri vlonjatë             | 4:51  |
| 6. | Emri                         | 4:42  |
| 7. | Nata                         | 3:22  |
| 8. | Fati ynë shpresë dhe marrëzi | 4:27  |